# Feiwel (Name)
Feiwel ist ein männlicher jüdischer Vorname und Familienname, der bis zum Holocaust vor allem bei den mittel- und osteuropäischen Jiddisch sprechenden Juden weit verbreitet war.

## Varianten
Der Name Feiwel ist in verschiedensten Schreibweisen überliefert: z. B. als Fabisch, Fabian, Faibis, Faibish, Faivel, Faivil, Faivl, Faivus, Fajwel, Fajvish, Fajwisz, Favel, Favil, Favis, Faivish, Favl, Faybish, Fayvel, Fayvish, Fayvus, Fayvush, Fayvysh, Fyvush, Feibel, Feibisch, Feibish, Feibusch, Feibush, Feivish oder Fejwl.
Feiwel kommt auch als Familiennamen z. B. in den Formen Fabers, Fabian, Fabisch, Faißt, Fauwers, Febelmann, Feibel, Feibelmann, Feibisch, Feibusch, Feischel, Feiß, Feist, Feiwel, Feubel, Feubes, Feubus, Feud, Feudel, Feudeler, Feust, Pfeisch, Pheibian, Pheubel, Pheubers, Pheubus oder Pheubusch vor. Unter den 12.000 gefallenen jüdischen Frontsoldaten des Ersten Weltkriegs finden sich beispielsweise auch: Ernst Feibel, Oskar Feibelmann, Bruno Feibelsohn oder Arthur Feibusch. Weitere Beispiele wurden in dem 14.000 reale Namen umfassenden Projekt „Von Arthur Aal bis Rosa Zwirn“ namhaft gemacht: Sally Feibel, Julian Feibelman, Hulda Feibelsohn, Hedwig Feibes, Georg Feibusch und Chaskiel Feiweles.

## Herkunft und Bedeutung des Namens
Der Name Feiwel leitet sich etymologisch mit sehr großer Wahrscheinlichkeit von altgriechisch Φοῖβος Phoibos ab. Phoibos war und ist auch als hebräischer Name Uriel (Kurzform Uri) in Gebrauch.
Das Lateinische kennt diesen Namen als Phoebus. Er bedeutet „der Leuchtende“ oder „der Glänzende“ und ist ein Beiname des Apollon, der Sonnengott, die Sonne; die feminine Form ist Phoebe (altgriechisch Φοίβη Phoibe) d. i. die Klare, Glänzende, ein Beiname der Mondgöttin Artemis (griechische Mythologie) und Diana (römische Mythologie).
In Paulys Lexikon der Antike finden sich folgende Ausführungen zu Apollon:

„Apollon (Απόλλων). Griechischer Gott der Mantik und Musik, dessen umfassende Kompetenz sich jedoch auf nahezu alle Bereiche göttlichen Waltens erstreckt. So wie Apollon im homerischen Epos ‚der Nacht gleich‘ umherschreitet, ist auch sein originäres Wesen und damit der Sinn seines Namens nach wie vor in dichtes Dunkel gehüllt. Den Griechen selbst gab der Schauder vor seiner düsteren Macht die Ableitung ‚der Vernichter‘ ein. Apollon wird auch als ‚Unheilabwehrer‘ aufgefasst. Andere indogermanische Etymologien betonen die lichte Seite des Gottes: der ‚Glänzende‘, der ‚Äugler‘ (= die Sonne), wieder andere die hegende, versammelnde und verkündende Funktion oder seinen Charakter als der ‚Kräftige, Helfende‘. All diese Deutungsversuche möchten jeweils eine wichtige Wesenseigentümlichkeit des Gottes in seinem Namen wiederfinden und damit womöglich als die primäre erweisen. Das ist von vornherein unwahrscheinlich für den solaren Bezug bzw. eine Licht- oder Feuernatur des Apollon. Denn die Gleichsetzung mit Helios erfolgt relativ spät und die angebliche Ähnlichkeit mit dem indogermanischen Agni reicht nicht für den Nachweis einer Urverwandtschaft aus. Zudem pflegt man die Apollon-Epiklese Phoibos Φοιβος nicht mehr mit ‚strahlend‘, sondern entweder mit ‚rein, reinigend‘ oder mit ‚furchtbar‘ zu übersetzen. Hingegen dürften die apotropäischen, schützenden und heilenden Eigenschaften zur älteren Wesensschicht des Apollon gehören. Es bleibt festzustellen, dass an der vielschichtigen Gestalt des Gottes offenbar griechische, prähellenisch-indogermanische und anatolisch-mediterrane Komponenten beteiligt sind.“

Die Behauptung, der Name Feiwel stamme von einem fiktiven Vorfahren namens „Vivus“ her, abgeleitet vom lateinischen Adjektiv vivus (lebend, lebendig) – was wiederum das Äquivalent für den hebräischen Namen Chajim (oder Chaim) darstellen würde – lässt sich weder sprachgeschichtlich aufrechterhalten noch durch Quellen belegen. Es gibt in Forschung und Überlieferung keinen Beleg für eine Person namens „Vivus“, weder als Vor- noch als Familienname, noch in dieser oder in einer ähnlichen Schreibweise. Weitere Erklärungsansätze, die sich – wie bei Guggenheimer – widersprechen oder ohne nachprüfbare Belege bleiben, sind etymologisch und sprachgeschichtlich nur von geringem Wert.
Tatsächlich wird der Name Feiwel im religiösen und traditionellen Sprachgebrauch meist mit dem ursprünglich aramäischen Namen Schraga, aramäisch für die Kerze, verknüpft. Sie werden sehr oft gemeinsam, beinahe synonymisch, vergeben und getragen. Eine dazu parallele Verknüpfung tritt auch mit dem hebräischen Namen Uri (= mein Licht) auf.
Das Argument, Juden würden prinzipiell nicht den Namen einer heidnischen Gottheit tragen, wäre nur dann stichhaltig, wenn so ein Namensgebrauch Ausdruck eines strikt verbotenen Götzendienstes wäre. Tatsächlich waren Namen griechischen Ursprungs bereits in der Antike unter Juden weit verbreitet, z. B. Agrippa, Alexander, Philipp, Philo etc. Der aus dem Buch Esther bekannte Name Mordechai (hebräisch מרדכי, auch Mordochai) ist mit großer Wahrscheinlichkeit von dem babylonischen Gottesnamen Marduk, dem ursprünglichen Stadtgott Babylons, abgeleitet. Im Jiddischen wird aus Mordechai das umgangssprachliche Mottel oder Mottl. Phoibos stellt lediglich eine von mehreren Erscheinungsformen oder Hypostasen des Gottes Apollon dar.

## Namensvergabe
Die Namensvergabe im Judentum ist keine Beliebigkeit, sondern ein religiöser Akt, der im Rahmen einer rituellen oder gottesdienstlichen Handlung stattfindet, bei Jungen bei der Beschneidung am achten Lebenstag, bei Mädchen in der Synagoge am ersten Schabbat nach der Geburt.
Walter Benjamin merkt dazu an: „Das tiefste Abbild dieses göttlichen Wortes und der Punkt, an dem die Menschensprache den innigsten Anteil an der göttlichen Unendlichkeit des bloßen Wortes erlangt, der Punkt, an dem sie nicht endliches Wort und Erkenntnis werden kann: das ist der menschliche Namen. Mit der Gebung des Namens weihen die Eltern ihre Kinder Gott; dem Namen, den sie hier geben, entspricht – metaphysisch, nicht etymologisch verstanden – keine Erkenntnis, wie sie die Kinder ja auch neugeboren benennen. Es sollte im strengen Geist auch kein Mensch dem Namen (nach seiner etymologischen Bedeutung) entsprechen, denn der Eigenname ist Wort Gottes in menschlichen Lauten. Der Eigenname ist die Gemeinschaft des Menschen mit dem schöpferischen Wort Gottes.“
Jüdische Namen werden mit Buchstaben des hebräischen Alphabets geschrieben und ausgesprochen, z. B. beim Aufruf (Alija) zur Torah, auf Verlobungs- bzw. Hochzeitsurkunden (Ketuba) oder Grabsteinen. In der jüdischen Lebenswelt ist es uralte Sitte und Überlieferung, bei der Namensvergabe meist zwei Vornamen – wo immer möglich oder nötig die Namen verstorbener Familienmitglieder – den Vorzug zu geben. Nach dem Vorbild des Jakobssegens werden Namen miteinander verknüpft: Jehuda Löw, Benjamin Wolf, Issachar Bär, Zwi Hirsch etc. So auch die Namen Uri, Schraga und Feiwel, die gemeinsam die Bedeutung „licht, hell, leuchtend, strahlend, glänzend“ in sich tragen.
Die hebräisch-jiddische Schreibweise des Namens Feiwel ist פייבל (Peh/Feh Jud Jud Bet/Wet Lamed). Die Transkription des Namens Phoebus kann im Hebräischen ausschließlich mit dem Buchstaben Peh/Feh und nicht mit dem Buchstaben Bet/Wet beginnen. Somit wäre die etymologische Ableitung des sicherlich seit der biblischen und talmudischen Zeit vergebenen Namens Feiwel von Phoibos zweifelsfrei erwiesen.

## Sprachgeschichte
Der Name Feiwel ist über das Lateinische (Phoebus) in den jiddischen Sprachgebrauch gekommen. Das Jiddische zählt zur germanischen Sprachengruppe und stellt im Kern das ansonsten seit Jahrhunderten ungebräuchliche Mittelhochdeutsch dar. Neben den gut erforschten Lautverschiebungen aus dem Indogermanischen über das Germanische zum Deutschen wären in diesem speziellen Fall zu berücksichtigen, dass bereits im Alt- und Mittelhochdeutschen das griechische aspirierte Φ (Phi) als „f“ gesprochen wurde. Darüber hinaus wurde parallel zur Wandlung des indogermanischen [o] in das germanische [a] aus dem griech. foibos das germanische faibos.

## Namenforschung
Der heute größte zugängliche Korpus jüdischer Namen findet sich in der Datenbank von Yad Vashem, Jerusalem. Die Internetpräsenz Yad-Vashem.org.il enthält eine Datenbank mit den Namen und Angaben zur Verfolgung von mehr als 4,2 Millionen Holocaust-Opfern. Das Archiv umfasst eine Sammlung von über 58 Millionen Seiten Dokumentation und über 138.000 Fotografien.
Bei der Frage nach den häufigsten jüdischen männlichen Vornamen lässt sich in der Yad-Vashem-Datenbank folgende Reihung (Stand: 1. Oktober 2016) feststellen:
Moses (171.556), Jakob (159.956), Josef (158.803), Abraham (147.886), Isaak (140.820), Samuel (101,430), David (100.651), Salomon (98,936), Chaim (92.296), Israel (83.615), Levi (83.001), Leib (77.682), Hersch (69.754), Mordechai (65.216), Aron (55.330), Meyer (54,918), Michael (50.499), Simon (49.368), Menachem (48.740), Lazar (46.580), Elieser (46.580), Jehuda (45.274), Elias (42.141), Wolf (35.321), Benjamin (31.027), Nathan (28.616), Schaja (20.187), Ephraim (15.320), Feiwel (14.286), Fischel (9.565), Jona (9.548), Rafael (9.087), Daniel (8.957), Saul (8,612), Schraga (4.502), Menasche (4.191), Uri (2.439), Jonathan (671)
Yad Vashem nennt 14.286 Personen mit dem Vornamen Feiwel in den verschiedensten Schreibweisen, z. B. Faivel, Faivil, Fajwel, Fajwisz, Favel, Favil, Favis, Favl, Fayvel, Fayvish, Fayvus, Fayvush, Fayvysh, Feibel, Feibisch, Feibish, Feibusch, Feibush, Feiwel oder Fejwl. Weiterhin finden sich bei Yad Vashem 4.502 Personen, deren Vornamen Feiwel gemeinsam mit dem Vornamen Schraga (Shraga, Szraga etc.) aufgelistet werden. Feiwel / Phoebus und Schraga wurden noch bis ins 19. Jahrhundert hinein auch mit dem Namen Uri (hebr. mein Licht) genannt. Yad Vashem nennt 2.439 Personen mit diesem Vornamen.
Was den deutschen Sprachraum anbetrifft, lässt sich anhand des Gedenkbuchs für die Opfer der Verfolgung der Juden unter der nationalsozialistischen Gewaltherrschaft in Deutschland 1933–1945 belegen, dass lediglich 42 Personen mit dem Vornamen Feiwel und nur 3 Personen mit dem Familiennamen Feiwel verzeichnet sind. Wenn die verschiedenen Schreibweisen dieser Namen in die Suche mit einbezogen werden, finden sich dort 356 Personen. In so gut wie allen Fällen waren sie in Mittel- und Osteuropa (Deutschland, Polen, Österreich-Ungarn, Russland, Ukraine oder der Bukowina), also im Verbreitungsgebiet des Jiddischen, geboren. Sämtliche 154 deutsche Schoaopfer mit dem Vornamen Uri hingegen waren in Deutschland geboren worden. 13 Personen mit dem Familiennamen Ury werden im Gedenkbuch aufgeführt.

## Bekannte Namensträger
- Uri Phoebus ben Ahron Halevi (1625–1715), hebr. Drucker[22]
- Uri aus Strelisk, mit dem Beinamen „Seraph“[23] (1757–1826)[24]
- Samuel ben Uri Shraga Phoebus, hebr. Schmuel ben Uri Schraga Feivish, polnischer Rabbiner und Talmudist aus Woydyslaw in der zweiten Hälfte des 17. Jahrhunderts
- Meschullam Feibusch Heller (ca. 1742–1794), chassidischer Rebbe von Sbarasch/Ukraine
- Phöbus Moses Philippson (1807–1870) war Mediziner und Schriftsteller, Bruder von Ludwig Philippson (1811–1889)
- Uri Schrage Feiwel HaLevi Schreier[25] (1819–1898), zionistischer Rabbiner in Boho-radčany, Galizien
- Berthold Feiwel (1875–1937), österreichischer Schriftsteller, Übersetzer, Publizist und zionistischer Politiker, Vorsitzender des Keren Hayesod
- Shraga Feivish Hager, der Kosover Rebbe, seit 1999 Oberhaupt der Dynastie der Wischnitzer Chassidim, bekannter Dezisor, Richter und einer der Wortführer des toratreuen Judentums weltweit
- Shraga Feivel Mendlowitz (1886–1948), einer der Führer der amerikanisch-jüdischen Orthodoxie und Gründer einer Reihe wichtiger Institutionen wie der Yeshiva Torah Vodaas
- Shraga Feivel Zimmerman, Rabbiner und Av Beth Din (Vorsitzender des Rabbinatsgerichtshofs) der jüdischen Gemeinschaft in Gateshead in Nordengland
- Yechezkel Shraga Halberstamm (1813–1898), ältester Sohn des Oberhaupts des chassidischen Hauses von Sanz, Rabbi Chaim Halberstamm, der Sanzer Rebbe
- Fyvush Finkel (1922–2016), herausragender Schauspieler des Jiddischen Theaters in Amerika

Der heutzutage und weltweit bekannteste Namensträger ist Feivel Mousekewitz, Held des Zeichentrickfilms „Feivel der Mauswanderer“ (Originaltitel: An American Tail), den Don Bluth 1986 realisierte. Es ist die Geschichte eines kleinen Mäusejungen, der mit seiner Familie auf der Flucht vor den russischen Katzen (Kosaken) in die Vereinigten Staaten auswandert.

## Die spirituelle Dimension des Namens Feiwel
Der Religionswissenschaftler, Philosoph und Schriftsteller Mircea Eliade postuliert in seinem grundlegenden Werk „Die Religionen und das Heilige. Elemente der Religionsgeschichte“ das Innewohnen des Sakralen im Profanen – er prägte dafür den Begriff Hierophanie – als zentrale Kategorie menschlicher Kultur- und Religionsgeschichte von den ältesten Zeiten an: „Das Heilige ist vornehmlich real. Je religiöser der Mensch ist, desto realer ist er, desto mehr reißt er sich von einem der Bedeutung beraubten, irrealen Werden los. Von hier aus verstehen wir die Tendenz des Menschen, sein ganzes Leben zu ‚weihen‘, zu konsekrieren. Die Hierophanien heiligen den Kosmos; die Riten heiligen das Leben. Diese Heiligung kann sich auch mittelbar vollziehen, also durch eine Umwandlung des Lebens in ein Ritual“.
Die Allgemeingültigkeit dieses Theorems anerkennend, ist es konsequent in dem an der Oberfläche durchaus alltäglichen und profanen Vorgang der Namensgebung dessen sakralen Gehalt aufscheinen zu sehen. Es fällt nicht schwer, diese Behauptung im Judentum, in seinen Heiligen Schriften und in seinen Lebenswelten, z. B. der Namensgebung, nachzuweisen. Beim Propheten Jesaja lesen wir: „Und nun spricht der HERR, der dich geschaffen hat, Jakob, und dich gemacht hat, Israel: Fürchte dich nicht, denn ich habe dich erlöst; ich habe dich bei deinem Namen gerufen; du bist mein! Wenn du durch Wasser gehst, will ich bei dir sein, dass dich die Ströme nicht ersäufen sollen; und wenn du ins Feuer gehst, sollst du nicht brennen, und die Flamme soll dich nicht versengen. Denn ich bin der HERR, dein Gott, der Heilige Israels, dein Heiland. Ich habe Ägypten für dich als Lösegeld gegeben, Kusch und Seba an deiner statt, weil du in meinen Augen so wert geachtet und auch herrlich bist und weil ich dich lieb habe. Ich gebe Menschen an deiner statt und Völker für dein Leben. So fürchte dich nun nicht, denn ich bin bei dir. Ich will vom Osten deine Kinder bringen und dich vom Westen her sammeln, ich will sagen zum Norden: Gib her!, und zum Süden: Halte nicht zurück! Bring her meine Söhne von ferne und meine Töchter vom Ende der Erde, alle, die mit meinem Namen genannt sind, die ich zu meiner Ehre geschaffen und zubereitet und gemacht habe.“
Die Vergabe von Namen für Menschen ist, wie bereits dargestellt wurde, ein religiöser Akt, der aufs Engste mit der Persönlichkeit des Einzelnen verbunden ist. Wenn nun der Name, wie in unserem Falle Feiwel / Schraga / Uri, durch seine Lichtmetaphorik eine herausragende religiöse Bedeutung hat, eine geradezu zentrale religiöse Kategorie darstellt, erschließt sich die spirituelle Tiefenstruktur dieser Namen auf gut erkennbare Weise. Das Licht als Erscheinungsform und Kommunikationsmodus des Schöpferwesens ist allgegenwärtig.
Für den gläubigen Juden ist das Nachdenken, das Studieren und das Meditieren über die Heilige Schrift Auftrag und Lebensform zugleich. Dabei gilt es, jeden Satz, jedes Wort, ja jeden Buchstaben der Schrift zu achten und zu erforschen. Dem in seiner Tradition lebenden Juden fällt es leicht, die Namen Feiwel, Schraga und Uri mit der göttlichen Offenbarung in Verbindung zu bringen Die Schöpfung, der Schabbat, die Menorah, die täglichen Gebete, ja der gesamte Jahreszyklus verweisen immer wieder auf das Licht, die Helligkeit, der Glanz, die Flamme, die Energie, die ohne Unterlass von Gott in seine Schöpfung und die Menschen ausstrahlen, ihnen Leben und Geist geben.
Das Licht der göttlichen Schöpfung ist nach jüdischer Auffassung als Metapher zu verstehen: es ist Gegenstand der Physik und Kosmogonie, gleichzeitig Transportmedium aller Formen von Energie im Weltraum. Eine Schicht tiefer ist das göttliche Licht des Urquells auch die Medium, in der Gott sein Wort an den Menschen richtet. Und genau auf dieser Ebene kann der Mensch durch Meditation, Studium und Lebensführung sich seinem Schöpfer annähern, mit ihm in ein niemals abreißendes Gespräch eintreten. Das Licht ist immer mehr als nur das jeweils Sichtbare, Sprache ist immer mehr als nur jeweils das Hörbare.
Mit seinem Wort schafft Gott das Licht, mit dem Licht schafft er die Welt und alles Leben. Das Sprechen über das Licht ist ein Weg sich Gott zu nähern. Das Mysterium der Schöpfung und des Seins bleibt jedoch davon unberührt. Namen sind ein Teil dieses Mysteriums. Der Name Feiwel bezeichnet einen Lichtträger. Er weist als mehrfach verhüllte Metapher den Weg zum Wesenskern des Judentums: Gott spricht mit den Menschen.